# Bombus mongolensis
Bombus mongolensis (saknar svenskt namn) är en insekt i överfamiljen bin (Apoidea) och släktet humlor (Bombus) som identifierades som en ny art så sent som 2011.

## Taxonomi
Arten upptäcktes redan 1892, men troddes då vara ett exemplar av Bombus melanurus. Senare har Williams et al. konstaterat att den är en egen art med hjälp av utseendet på hanens genitalier och längre fram med DNA-analys.

## Beskrivning
En tämligen stor, långhårig humla vars mellankropp har tät, vit till blekgul behåring med ett svart tvärband mellan vingbaserna. Den ljusa pälsen når vanligtvis ner till de övre sidorna, hos honorna ibland ner till början av benen. De två främsta tergiterna är vita till gula, och de följande är vanligtvis svarta. Ibland kan tergit 3 dock ha en gul bakkant. Hos hanen kan mellankroppens svarta band ha en inblandning av gula hår.

## Ekologi
Arten lever i bergen på höjder mellan 1 300 och 2 100 meter.

## Utbredning
Arten förekommer i Mongoliet där den anses vara endemisk (inte förekommer någon annanstans).